# Finnischer Fußballpokal 2009
Der Finnische Fußballpokal 2009 (finnisch Suomen Cup 2009) war die 55. Austragung des finnischen Pokalwettbewerbs. Er wurde vom finnischen Fußballverband ausgetragen. Das Finale fand am 31. Oktober 2009 im Finnair Stadion von Helsinki statt.
Pokalsieger wurde Inter Turku. Das Team setzte sich im Finale gegen Tampere United durch und qualifizierte sich damit für die 3. Qualifikationsrunde der Europa League. Titelverteidiger HJK Helsinki war in der 7. Runde gegen Kuopion PS ausgeschieden.
Alle Begegnungen wurden in einem Spiel ausgetragen. Bei unentschiedenem Ausgang wurde das Spiel um zweimal 15 Minuten verlängert. Stand danach kein Sieger fest, folgte ein Elfmeterschießen.

## Teilnehmende Teams
Die Teilnahme war freiwillig. Insgesamt 356 Mannschaften hatten für den Pokalwettbewerb gemeldet. In den ersten drei Runden traten Teams aus der Kolmonen (4. Liga) oder tiefer an, sowie Senioren- und Juniorenmannschaften. Die Mannschaften der zweiten und dritten Liga stiegen in der 4. Runde ein. Neun Erstligisten traten in der 5. Runde ein. Die vier Europacup-Teilnehmer starteten in der 6. Runde.
| Runde         | Zugänge | Sieger der letzten Runde | Spiele / Sieger |
| ------------- | ------- | ------------------------ | --------------- |
| 1. Runde      | 1020    | –                        | 51              |
| 2. Runde      | 2130    | 51                       | 1320            |
| 3. Runde      | –       | 1320                     | 66              |
| 4. Runde      | 28      | 66                       | 47              |
| 5. Runde      | 09      | 47                       | 28              |
| 6. Runde      | 04      | 28                       | 16              |
| 7. Runde      | –       | 16                       | 08              |
| Viertelfinale | –       | 08                       | 04              |
| Halbfinale    | –       | 04                       | 02              |
| Finale        | –       | 02                       | 01              |
| Gesamt        | 3560    |                          | 3550            |

## 1. Runde
|                                 | Ergebnis              |                                     |
| ------------------------------- | --------------------- | ----------------------------------- |
| Töölön Taisto                   | 2:5                   | FC Viikingit-2                      |
| Malmin Palloseura-4             | 1:2                   | FC Degis Helsinki                   |
| Pohjois-Haagan Urheilijat-2     | 1:1 n. V. (4:1 i. E.) | Kurvin Vauhti                       |
| Hervanta IF                     | 2:4                   | Colo-Colo Helsinki                  |
| Pohjois-Haagan Urheilijat-3     | 4:2                   | Pallo Hukassa -99                   |
| FFR Helsinki                    | 0:7                   | Malmin Palloseura                   |
| FC Kiffen 08 Helsinki Senioren  | 3:1                   | AFC EMU                             |
| Karhupuiston Vartijat           | 1:6                   | Zenith Myllypuro                    |
| IF Gnistan Junioren             | 0:4                   | HJK-Liiga Junioren                  |
| Herttoniemen Toverit            | 1:2                   | Puistolan Urheilijat                |
| FC Brunnsparkens Bröder         | 5:0                   | HJK Helsinki Junioren/1             |
| Pajamäen Pallo-Veikot-2         | 0:1                   | HJK Helsinki Junioren/2             |
| IF Gnistan-2                    | 3:4 n. V.             | Pajamäen Pallo-Veikot               |
| Riipilän Raketissa-2            | 0:6                   | FC Pathoven                         |
| Haukilahden Pallo               | 3:1                   | Hyvinkään Pelikaani                 |
| Naseva Nastola                  | 3:1                   | Koivukylän Palloseura Junioren      |
| Keravan Pallo-75                | 0:9                   | Lahden City Stars                   |
| FC Kasiysi Espoo-2              | 0:5                   | Tuusulan Palloseura                 |
| Kyrkslätt IF/FC Kirkkonummi     | 0:6                   | AC Vantaa                           |
| FC Bärcelona                    | 0:3                   | FC Honka Espoo Junioren/2           |
| Lahen Pojat JS                  | 3:0                   | FC Tuusula                          |
| Popiniemen Ponnistus            | 2:1 n. V.             | Lauritsalan Työväen Palloilijat     |
| FC Repaleet Senioren            | 1:3 n. V.             | Kotkan Työväen Palloilijat Senioren |
| PEPO Lappeenranta               | 1:2                   | Sudet Kouvola                       |
| AFC Keltik Joensuu              | 1:2                   | SC Zulimanit                        |
| SC Riverball Senioren           | 0:1                   | SC Kuopio Futis-98                  |
| Juuan Palloseura                | 0:2                   | Siilinjärven Palloseura             |
| Turun Pallo-Veikot              | 0:3                   | Turun Pallokerho Junioren           |
| Naantalin VG-62                 | 1:2                   | Jyrkkälän Tykit                     |
| Nagu IF                         | 1:1 n. V. (4:5 i. E.) | Pargas IF                           |
| Turun Ponteva                   | 3:1                   | Raision Työväen Palloilijat         |
| Kyron Palloseura                | 2:8                   | ÅIFK Turku Junioren                 |
| Piikkiön Palloseura             | 2:3                   | Kaarinan Palloseura                 |
| Kaarinan Reipas                 | 0:3                   | FC Ruskon Pallo                     |
| Paimion Haka                    | 0:6                   | Maskun Palloseura                   |
| Toejoen Veikot                  | 3:0                   | Pihlavan Tyoväen Urheilijat         |
| Pispalan Ponnistus -79          | 0:6                   | Tervakosken Pato                    |
| Viialan Peli-Veikot             | 2:3 n. V.             | Kangasalan Voitto                   |
| Kuninkaallinen Kristallipalatsi | 1:1 n. V. (2:3 i. E.) | Lammin Veto                         |
| Urjalan Palloseura              | 1:2 n. V.             | Nekalan Pallo                       |
| Tampereen-Viipurin Ilves-Kissat | 00:10                 | Valkeakosken Koskenpojat            |
| TP-Seinäjoki                    | 2:1                   | Ilmajoen Kisailijat                 |
| Nurmon Pallo                    | 4:1                   | Tervalaakson Teräs                  |
| Laihian Luja                    | ?:?                   | Vaasan Palloseuran Junioren         |
| Kungliga Wasa CF                | 1:2                   | FC Kuffen                           |
| Kurikan Ryhti                   | 2:1                   | Lapuan Virkiä-2                     |
| FC Korsholm-2                   | 0:2                   | Solf IK                             |
| Kaskö IK/Teuvan Pallo           | 3:1                   | Jurva-70 Jalkapallo                 |
| Kannuksen Ura                   | 7:2                   | Munsala United                      |
| Esse IK                         | 0:6                   | IFK Jakobstad                       |
| FC Kurenpojat                   | 1:2                   | Oulun Reipas                        |

## 2. Runde
|                                     | Ergebnis              |                                 |
| ----------------------------------- | --------------------- | ------------------------------- |
| Pallo-Pojat-2 Junioren              | 1:6                   | Käpylän Pallo Junioren          |
| Lautasaaren Pallo                   | 0:5                   | Pajamäen Pallo-Veikot           |
| FC Kiffen 08 Helsinki Senioren      | 4:1                   | Helsingin Palloseura Junioren   |
| Helsingin Cosmos FC                 | 0:6                   | Helsingin Palloseura            |
| PK-35 Vantaa-2                      | 2:1                   | Puistolan Urheilijat            |
| Pohjois-Haagan Urheilijat-3         | 1:0                   | Töölön Vesa-2                   |
| Malmin Palloseura Senioren          | 8:0                   | FC Pakila                       |
| Malmin Palloseura-2                 | 4:1                   | Colo-Colo Helsinki              |
| FC Kontu-2                          | 1:3                   | FC Viikingit-2                  |
| IF Gnistan-4                        | 1:4                   | IF Gnistan Ogeli-3              |
| Savannan Pallo-2                    | 0:6                   | Marmiksen Kuula                 |
| Arsenal Helsinki                    | 2:5                   | FC Degis Helsinki               |
| HJK Helsinki Junioren/2             | 00:10                 | HJK-Liiga Junioren              |
| FC East United                      | 3:2                   | AC Stadin Sissit-2              |
| FC Brunnsparkens Bröder             | 2:0                   | Helsingfors IFK-2               |
| Zenith Myllypuro                    | 1:2                   | Laajasalon Palloseura-2         |
| FC Puotila                          | 2:1 n. V.             | Helsingin Punalippu             |
| Pohjois-Haagan Urheilijat-2         | 2:3                   | Savannan Pallo                  |
| AC Stadin Sissit                    | 3:2                   | Helsingin Kukkaislapset         |
| HJK Helsinki Junioren               | 0:6                   | Malmin Palloseura               |
| FC A la Plancha Calamar             | 1:3                   | FC Saykus Helsinki              |
| HDS Helsinki                        | 2:1                   | Suurmetsän Urheilijat           |
| Pohjois-Haagan Urheilijat           | 0:4                   | FC Kontu                        |
| Töölön Vesa                         | 3:1 n. V.             | Pallo-Pojat Junioren            |
| Pohjois-Haagan Urheilijat-4         | 0:8                   | Helsingin Ponnistus             |
| Haukilahden Pallo                   | 1:3                   | Naseva Nastola                  |
| Jokelan Kisa                        | 0:6                   | Etelän-Espoon Pallo             |
| Koivukylän Palloseura               | 02:10                 | Tuusulan Palloseura             |
| Myrskylän Myrsky                    | 00:12                 | Lahden City Stars               |
| IF Sibbo-Vargarna-2                 | 00:10                 | Järvenpään PS                   |
| FC Lohja                            | 1:1 n. V. (2:3 i. E.) | Lahen Pojat JS                  |
| Järvenpään PS-2                     | 01:13                 | Salpausselän Reipas             |
| Nouseva Laaka                       | 0:1                   | Nurmijärven Jalkapalloseura-2   |
| Vantaan Jalkapalloseura Junioren    | 3:2                   | FC Honka Espoo Junioren/2       |
| Haukilahden Pallo-2                 | 8:0                   | Karjalohjan Urheilijat-2        |
| Riihimäen Ilves                     | 2:4                   | AC Vantaa                       |
| FC Dynamo Kerava                    | 0:1                   | FC Reipas Junioren              |
| Itä-Vantaan Urheilijat              | 1:3                   | Masalan Kisan                   |
| Nummelan Palloseura-2               | 0:1                   | Vantaan Jalkapalloseura         |
| FC Pathoven                         | 1:3                   | BK-46 Karis                     |
| Ekenäs IF-2                         | 0:4                   | Korson Palloseura               |
| FC Honka Espoo Junioren/1           | 5:1                   | Esbo BK                         |
| Orimattilan Pedot                   | 2:1 n. V.             | Nurmijärven Jalkapalloseura     |
| Nastolan Nopsa                      | 2:5                   | FC Västnyland                   |
| Grankulla IFK-2                     | 1:3                   | FC Kasiysi Espoo                |
| Riipilän Raketissa                  | 0:2                   | SexyPöxyt                       |
| IF Sibbo-Vargarna                   | 4:1                   | Karjalohjan Urheilijat          |
| Itä-Hakkilan Kilpa                  | 6:2                   | FC Kasiysi Espoo Junioren       |
| Ruskeasannan Tykitys -88            | 0:7                   | Jalkapalloseura Stars Lahti     |
| Tikkurilan PS                       | 1:3                   | Nummelan Palloseura             |
| Imatran Pallo-Salamat               | 3:2                   | Savonlinnan Työväen Palloseura  |
| Wilmanstrand IFK Senioren           | 0:4                   | Sudet Kouvola                   |
| Korson Palloilijat                  | 0:6                   | Popiniemen Ponnistus            |
| Popiniemen Ponnistus-2              | 1:9                   | Ristiinan Pallo                 |
| Savonlinnan Työväen Palloseura-2    | 1:2                   | Haminan Pallo-Kissat            |
| FC Villisiat Elimäki                | 4:2                   | Imatran Palloseura              |
| Loviisan Riento                     | 3:0                   | Valkealan Kajo                  |
| Otavan Viesti                       | 0:5                   | Kotkan Työväen Palloilijat-2    |
| Kausalan Yritys                     | 1:2                   | Purha Inkeroinen                |
| FC Peltirumpu                       | 4:1                   | Kotkan Jäntevä                  |
| Kotkan Työväen Palloilijat Senioren | 4:3                   | Lappee JK                       |
| Haminan Työväen Palloilijat         | 0:5                   | Voikkaan Pallo-Peikot           |
| SC Riverball                        | 3:0                   | SC Zulimanit                    |
| Suonenjoen Pallo -52                | 0:4                   | Savon Pallo                     |
| Joensuun Palloseura-2               | 0:4                   | SC Kuopio Futis-98              |
| Lieksan Hurtat                      | 2:3                   | Kurkimäen Kisa                  |
| Ylämyllyn Yllätys                   | 3:1                   | Kuopion Jalkapallokerho         |
| Manhattan Project Kuopio            | 6:1                   | Lapinlahden Pallo -95           |
| Harjamäen Teräs                     | 0:2                   | Joensuun Palloseura             |
| Siilinjärven Palloseura             | 3:0                   | Toivalan Urheilijat             |
| Blue Eyes Jyväskylä-2               | 0:7                   | FC Keitele Jazz                 |
| Muuramen Yritys                     | 2:3                   | Blue Eyes Jyväskylä             |
| Kampuksen Dynamo                    | 11:00                 | FC MultiAnts                    |
| FC Keitele Jazz-2                   | 1:6                   | Keuruun Pallo                   |
| Palokan Riento                      | 0:2                   | Jyväskylän Seudun PS            |
| FC Vaajakoski-2                     | 1:0                   | Jämsänkosken Ilves              |
| Lievestuoren Toive-2                | 1:8                   | Someron Voima                   |
| Kaarinan Palloseura                 | 0:7                   | Maskun Palloseura               |
| Ylöjärven Ryhti                     | 1:4                   | Turun Weikot                    |
| Ruskon Pallo -67                    | 0:3                   | Goose Park Rangers FC           |
| AC Sauvo                            | 1:3                   | Jyrkkälän Tykit                 |
| Kaarinan Pojat-2                    | 0:2                   | Turun Pallokerho Junioren       |
| Turun Pallokerho-3                  | 0:6                   | Salon Vilpas                    |
| Turun Ponteva                       | 0:6                   | Turun Pallokerho                |
| Torre Calcio Turku                  | 0:6                   | ÅIFK Turku Junioren             |
| Pargas IF                           | 0:4                   | Lievestuoren Toive              |
| Salon Toverit                       | 1:4                   | FC Boda Kemiönsaari             |
| FC Rauma                            | 7:0                   | Nakkilan Nasta                  |
| Huhtamon Nuorisoseura               | 1:3                   | Toejoen Veikot                  |
| Pormestarinluodon Salama            | 0:6                   | Euran Pallo                     |
| Reposaaren Kunto                    | 1:4                   | Pallo-Iirot Rauma-2             |
| Luvian Veto                         | 2:9                   | Musan Salama                    |
| Valkeakosken Koskenpojat-2          | 0:8                   | Tervakosken Pato                |
| Nokian Palloseura                   | 4:3                   | Toijalan Pallo -49              |
| Tammer Futis                        | 0:9                   | Valkeakosken Koskenpojat        |
| Pallopäät Tampere                   | 6:0                   | Tahmelan Vesa                   |
| Nekalan Pallo                       | 9:0                   | Sääksjärven Loiske              |
| Viialan Peli-Veikot-2               | 0:1                   | Lempäälän Toivot                |
| Ikaalisten Urheilijat               | 00:10                 | FC Tampere                      |
| Parolan Visa                        | 3:1 n. V.             | Tampereen Kisa-Toverit Junioren |
| Ylöjärven Pallo                     | 3:1                   | FC Trompi                       |
| Tampereen Pallo-Veikot-2            | 2:4                   | AC OldSchool CF                 |
| Forssan JK-2                        | 3:4 n. V.             | Kangasalan Voitto               |
| Pirkkalan JK-2                      | 2:0                   | Tampereen-Viipurin Ilves Kissat |
| Nokian Pyry JK                      | 0:1                   | FC Vapsi Sastamala Junioren     |
| FC Vapsi Sastamala                  | 3:2                   | AC Darra Tampere                |
| FC Tribe                            | 3:1                   | Lammin Veto                     |
| FC Vapsi Sastamala Senioren         | 0:4                   | Tampereen Kisa-Toverit          |
| TP-Seinäjoki                        | 12:20                 | Alavuden Peli-Veikot            |
| Kortesjärven Järvi-Veikot           | 00:12                 | Vaasan Palloseuran Junioren     |
| FC Kuffen                           | 0:1                   | Vähänkyron Viesti               |
| Malax IF                            | 1:1 n. V. (2:4 i. E.) | Solf IK                         |
| Nurmon Pallo                        | 2:4                   | Kaskö IK/Teuvan Pallo           |
| Seinäjoen Sisu                      | 2:6                   | FC Korsholm                     |
| Black Islanders                     | 0:4                   | Lapuan Ponnistus                |
| Kurikan Ryhti                       | 0:7                   | Karhu Kauhajoki                 |
| FC Sääripotku                       | 1:5                   | Kokkolan PS Junioren            |
| Real Kokkola Senioren               | 10:00                 | Lohtajan Veikot                 |
| Oulaisten Huima                     | 1:6                   | IFK Jakobstad                   |
| Ykspihlajan Reima                   | 1:6                   | BK Öja-73                       |
| Kannuksen Ura                       | 00:12                 | Kaustisen Pohjan-Veikot         |
| IK Myran Nedervetil                 | 1:4                   | Nykarleby IK                    |
| Pedersöre FF                        | 5:0                   | FC Folk Haapavesi               |
| FC RAI Oulu                         | 6:2                   | Oulun Luistinseura Junioren/2   |
| Oulun Reipas                        | 2:0                   | JS Hercules Oulu                |
| Oulun Luistinseura Junioren         | 1:4                   | Tervarit Oulu                   |
| Rovaniemi PS Junioren               | 2:1                   | Oulun Tarmo                     |
| FC Tarmo                            | 0:3                   | Spartak Helsinki                |
| FC Rio Grande                       | 1:4                   | AC Kajaani                      |
| FC RAI Oulu-2                       | 1:4                   | Helsingin Ajaks                 |
| FC Lepakot                          | 1:1 n. V. (8:9 i. E.) | Oulun Jalkapalloklubi           |
| FC Nets Oulu                        | 2:5                   | Pattijoen Tempaus               |

## 3. Runde
|                                     | Ergebnis              |                                  |
| ----------------------------------- | --------------------- | -------------------------------- |
| Ristiinan Pallo                     | 1:1 n. V. (5:4 i. E.) | Salpausselän Reipas              |
| AC Stadin Sissit                    | 0:4                   | Malmin Palloseura                |
| FC Villisiat Elimäki                | 1:3                   | FC Viikingit-2                   |
| HDS Helsinki                        | 5:0                   | Voikkaan Pallo-Peikot            |
| Pohjois-Haagan Urheilijat-3         | 5:1                   | Kotkan Työväen Palloilijat-2     |
| Laajasalon Palloseura-2             | 4:1                   | FC Kontu                         |
| FC Brunnsparkens Bröder             | 0:4                   | Etelän-Espoon Pallo              |
| Korson Palloseura                   | 1:3                   | Vantaan Jalkapalloseura          |
| IF Gnistan Ogeli-3                  | 2:4                   | Imatran Pallo-Salamat            |
| Jalkapalloseura Stars Lahti         | 0:3                   | Orimattilan Pedot                |
| PK-35 Vantaa-2                      | 4:0                   | Marmiksen Kuula                  |
| Naseva Nastola                      | 2:2 n. V. (5:4 i. E.) | Sudet Kouvola                    |
| Malmin Palloseura-2                 | 1:4 n. V.             | BK-46 Karis                      |
| Nummelan Palloseura                 | 5:0                   | Vantaan Jalkapalloseura Junioren |
| Kotkan Työväen Palloilijat Senioren | 4:3                   | Käpylän Pallo Junioren           |
| Purha Inkeroinen                    | 3:2                   | FC Kasiysi Espoo                 |
| HJK-Liiga Junioren                  | 4:0                   | Helsingin Ponnistus              |
| Savannan Pallo                      | 0:1                   | Järvenpään PS                    |
| Malmin Palloseura Senioren          | 1:0                   | Töölön Vesa                      |
| FC Saykus Helsinki                  | 1:1 n. V. (4:1 i. E.) | Nurmijärven Jalkapalloseura-2    |
| FC East United                      | 00:10                 | Lahden City Stars                |
| FC Västnyland                       | 7:1                   | Itä-Hakkilan Kilpa               |
| FC Kiffen 08 Helsinki Senioren      | 0:5                   | SexyPöxyt Espoo                  |
| FC Puotila                          | 1:3                   | Masalan Kisan                    |
| FC Degis Helsinki                   | 4:2                   | Tuusulan Palloseura              |
| Popiniemen Ponnistus                | 1:6                   | AC Vantaa                        |
| FC Reipas Junioren                  | 0:1                   | Pajamäen Pallo-Veikot            |
| Lahen Pojat JS                      | 0:2                   | Helsingin Palloseura             |
| Loviisan Riento                     | 1:6                   | FC Honka Espoo Junioren/1        |
| Haukilahden Pallo-2                 | 2:2 n. V. (8:7 i. E.) | Haminan Pallo-Kissat             |
| IF Sibbo-Vargarna                   | 7:0                   | FC Peltirumpu                    |
| Kurkimäen Kisa                      | 3:4                   | Joensuun Palloseura              |
| Ylämyllyn Yllätys                   | 4:5                   | Blue Eyes Jyväskylä              |
| Keuruun Pallo                       | 2:1                   | Siilinjärven Palloseura          |
| FC Vaajakoski-2                     | 0:4                   | Jyväskylän Seudun PS             |
| Kampuksen Dynamo                    | 0:7                   | FC Keitele Jazz                  |
| Manhattan Project Kuopio            | 2:3                   | SC Kuopio Futis-98               |
| Savon Pallo                         | 0:4                   | SC Riverball                     |
| Turun Weikot                        | 1:2                   | Turun Pallokerho Junioren        |
| Euran Pallo                         | 1:2                   | Toejoen Veikot                   |
| Turun Pallokerho                    | 3:1                   | ÅIFK Turku Junioren              |
| Goose Park Rangers FC               | 2:1                   | Salon Vilpas                     |
| Musan Salama                        | 1:2                   | FC Boda Kemiönsaari              |
| Someron Voima                       | 4:3 n. V.             | Pallo-Iirot Rauma-2              |
| Maskun Palloseura                   | 6:2                   | Lievestuoren Toive               |
| Jyrkkälän Tykit                     | 1:0                   | FC Rauma                         |
| AC OldSchool CF                     | 0:4                   | Valkeakosken Koskenpojat         |
| Ylöjärven Pallo                     | 4:3                   | FC Vapsi Sastamala Junioren      |
| FC Vapsi Sastamala                  | 0:3                   | Nokian Palloseura                |
| FC Tampere                          | 3:0                   | Pallopäät Tampere                |
| Lempäälän Toivot                    | 1:3                   | Nekalan Pallo                    |
| Pirkkalan JK-2                      | 6:1                   | FC Tribe                         |
| Parolan Visa                        | 0:2                   | Kangasalan Voitto                |
| Tervakosken Pato                    | 2:2 n. V. (5:3 i. E.) | Tampereen Kisa-Toverit           |
| Vähänkyron Viesti                   | 2:3                   | FC Korsholm                      |
| Solf IK                             | 0:4                   | Karhu Kauhajoki                  |
| Lapuan Ponnistus                    | 1:2 n. V.             | Vaasan Palloseuran Junioren      |
| Kaskö IK/Teuvan Pallo               | 2:0                   | TP-Seinäjoki                     |
| IFK Jakobstad                       | 4:1                   | Oulun Jalkapalloklubi            |
| Rovaniemi PS                        | 1:2                   | Kaustisen Pohjan-Veikot          |
| Pedersöre FF                        | 7:1                   | FC RAI Oulu                      |
| Oulun Reipas                        | 1:2 n. V.             | Pattijoen Tempaus                |
| AC Kajaani                          | 4:0                   | BK Öja-73                        |
| Helsingin Ajaks                     | 0:3                   | Tervarit Oulu                    |
| Spartak Helsinki                    | 2:1                   | Nykarleby IK                     |
| Real Kokkola Senioren               | 2:1                   | Kokkolan PS Junioren             |

## 4. Runde
In dieser Runde stiegen die Mannschaften der zweiten (7) und dritten Liga (21) ein. Unterklassige Teams hatten Heimrecht.
|                                     | Ergebnis              |                            |
| ----------------------------------- | --------------------- | -------------------------- |
| Naseva Nastola                      | 3:0                   | Haukilahden Pallo-2        |
| FC Degis Helsinki                   | 2:3                   | Grankulla IFK              |
| FC Viikingit-2                      | 4:3                   | Nummelan Palloseura        |
| Malmin Palloseura Senioren          | 0:5                   | SexyPöxyt Espoo            |
| PK-35 Vantaa-2                      | 2:3                   | Lohjan Pallo               |
| Kotkan Työväen Palloilijat Senioren | 3:3 n. V. (6:5 i. E.) | Purha Inkeroinen           |
| Pohjois-Haagan Urheilijat-3         | 1:3                   | AC Vantaa                  |
| HJK-Liiga Junioren                  | 1:4                   | PK-35 Vantaa               |
| Pajamäen Pallo-Veikot               | 0:3                   | FC KooTeePee               |
| Ristiinan Pallo                     | 0:3                   | FC Futura                  |
| IF Sibbo-Vargarna                   | 1:2 n. V.             | Pallohonka Espoo           |
| Etelän-Espoon Pallo                 | 0:1                   | IF Gnistan                 |
| Järvenpään PS                       | 0:2                   | FC Espoo                   |
| FC Västnyland                       | 2:3                   | FC Honka Espoo Junioren/1  |
| BK-46 Karis                         | 5:3                   | Helsingfors IFK            |
| Vantaan Jalkapalloseura             | 1:3                   | Kotkan Työväen Palloilijat |
| Masalan Kisan                       | 4:3 n. V.             | Imatran Pallo-Salamat      |
| FC Saykus Helsinki                  | 1:3                   | Lahden City Stars          |
| HDS Helsinki                        | 3:2 n. V.             | Helsingin Palloseura       |
| Malmin Palloseura                   | 3:2                   | FC Keitele Jazz            |
| Orimattilan Pedot                   | 0:4                   | FC Viikingit               |
| Laajasalon Palloseura-2             | 1:2                   | Ekenäs IF                  |
| SC Kuopio Futis-98                  | 0:3                   | SC Riverball               |
| Keuruun Pallo                       | 1:7                   | JIPPO Joensuu              |
| Joensuun Palloseura                 | 1:2                   | Blue Eyes Jyväskylä        |
| Jyväskylän Seudun PS                | 0:2                   | Pallo-Kerho 37             |
| Ylöjärven Pallo                     | 0:9                   | Tampereen Pallo-Veikot     |
| Maskun Palloseura                   | 3:0                   | Nokian Palloseura          |
| FC Boda Kemiönsaari                 | 1:2                   | Pirkkalan JK               |
| FC Tampere                          | 4:1                   | Turun Pallokerho           |
| Someron Voima                       | 0:1 n. V.             | FC Jazz Pori Junioren      |
| Tervakosken Pato                    | 2:5 n. V.             | Porin Palloilijat          |
| Pirkkalan JK-2                      | 0:4                   | Turun Pallokerho Junioren  |
| Nekalan Pallo                       | 2:4                   | PP-70 Tampere              |
| Kangasalan Voitto                   | 2:2 n. V. (4:2 i. E.) | Jyrkkälän Tykit            |
| Valkeakosken Koskenpojat            | 1:2                   | Ilves Tampere              |
| Goose Park Rangers FC               | 2:2 n. V. (1:4 i. E.) | Toejoen Veikot             |
| AC Kajaani                          | 0:2                   | Ylöjärven Pallo            |
| Kaustisen Pohjan-Veikot             | 2:7                   | FC Santa Claus             |
| Real Kokkola                        | 3:2                   | Norrvalla FF               |
| Vaasan Palloseuran Junioren         | 2:1                   | FC Korsholm                |
| Pattijoen Tempaus                   | 2:4                   | Tervarit Oulu              |
| Pedersöre FF                        | 1:3                   | Gamlakarleby BK            |
| IFK Jakobstad                       | 2:3                   | Jakobstads BK              |
| Spartak Helsinki                    | 3:3 n. V. (6:5 i. E.) | Lapuan Virkiä              |
| Kaskö IK/Teuvan Pallo               | 1:1 n. V. (4:3 i. E.) | PS Kemi Kings              |
| Karhu Kauhajoki                     | 2:1                   | Oulun Palloseura           |

## 5. Runde
Neun Vereine aus der Veikkausliiga stiegen in dieser Runde ein. Unterklassige Teams hatten Heimrecht.
|                                     | Ergebnis              |                            |
| ----------------------------------- | --------------------- | -------------------------- |
| FC Honka Espoo Junioren/1           | 2:3                   | Kuopion PS                 |
| Naseva Nastola                      | 0:9                   | Myllykosken Pallo -47      |
| Kotkan Työväen Palloilijat Senioren | 0:8                   | JJK Jyväskylä              |
| BK-46 Karis                         | 0:2                   | FC Viikingit               |
| SC Riverball                        | 1:3                   | PK-35 Vantaa               |
| Blue Eyes Jyväskylä                 | 0:7                   | IF Gnistan                 |
| Malmin Palloseura                   | 1:3 n. V.             | JIPPO Joensuu              |
| HDS Helsinki                        | 0:4                   | FC KooTeePee               |
| FC Viikingit-2                      | 1:2                   | FC Espoo                   |
| Masalan Kisan                       | 0:5                   | Pallohonka Espoo           |
| AC Vantaa                           | 2:2 n. V. (2:1 i. E.) | Ekenäs IF                  |
| SexyPöxyt Espoo                     | 4:0                   | Grankulla IFK              |
| Lahden City Stars                   | 2:0                   | Kotkan Työväen Palloilijat |
| FC Futura                           | 2:0                   | Lohjan Pallo               |
| Maskun Palloseura                   | 1:6                   | Turku PS                   |
| Turun Pallokerho Junioren           | 01:10                 | Tampere United             |
| FC Tampere                          | 0:7                   | Haka Valkeakoski           |
| Toejoen Veikot                      | 0:6                   | Pirkkalan JK               |
| Kangasalan Voitto                   | 1:4                   | Porin Palloilijat          |
| Ilves Tampere                       | 1:5                   | Tampereen Pallo-Veikot     |
| PP-70 Tampere                       | 3:3 n. V. (0:3 i. E.) | FC Jazz Pori Junioren      |
| Kaskö IK/Teuvan Pallo               | 0:5                   | Vaasan PS                  |
| Vaasan Palloseuran Junioren         | 0:4                   | Rovaniemi PS               |
| Tervarit Oulu                       | 0:5                   | FF Jaro                    |
| Karhu Kauhajoki                     | 0:8                   | Jakobstads BK              |
| Spartak Helsinki                    | 2:1 n. V.             | Ylöjärven Pallo            |
| Real Kokkola                        | 2:1                   | FC Santa Claus             |
| Pallo-Kerho 37                      | 0:4                   | Gamlakarleby BK            |

## 6. Runde
In dieser Runde stiegen die vier Europacup-Teilnehmer Inter, Honka, Lahti und HJK ein.
|                        | Ergebnis  |                       |
| ---------------------- | --------- | --------------------- |
| FC Espoo               | 0:1       | HJK Helsinki          |
| Inter Turku            | 2:0       | Rovaniemi PS          |
| Real Kokkola           | 2:6       | Pallohonka Espoo      |
| Tampereen Pallo-Veikot | 3:1       | JIPPO Joensuu         |
| FC Futura              | 1:4       | Vaasan PS             |
| Myllykosken Pallo -47  | 1:3       | Kuopion PS            |
| IF Gnistan             | 5:0       | Jakobstads BK         |
| Porin Palloilijat      | 3:1       | PK-35 Vantaa          |
| Tampere United         | 2:0       | FF Jaro               |
| Lahden City Stars      | 3:1       | Pirkkalan JK          |
| AC Vantaa              | 2:3       | JJK Jyväskylä         |
| Spartak Helsinki       | 0:5       | Haka Valkeakoski      |
| Gamlakarleby BK        | 0:1       | FC Jazz Pori Junioren |
| SexyPöxyt Espoo        | 0:2       | Turku PS              |
| FC KooTeePee           | 0:2       | FC Honka Espoo        |
| FC Viikingit           | 1:2 n. V. | FC Lahti              |

## 7. Runde
|                        | Ergebnis  |                       |
| ---------------------- | --------- | --------------------- |
| Haka Valkeakoski       | 2:1       | JJK Jyväskylä         |
| Turku PS               | 2:6 n. V. | FC Honka Espoo        |
| Tampereen Pallo-Veikot | 2:3 n. V. | Tampere United        |
| Inter Turku            | 1:0       | Porin Palloilijat     |
| Kuopion PS             | 1:0       | HJK Helsinki          |
| Vaasan PS              | 0:2       | FC Jazz Pori Junioren |
| IF Gnistan             | 1:2       | FC Lahti              |
| Lahden City Stars      | 2:0       | Pallohonka Espoo      |

## Viertelfinale
|                   | Ergebnis |                       |
| ----------------- | -------- | --------------------- |
| Lahden City Stars | 0:3      | FC Honka Espoo        |
| Kuopion PS        | 0:2      | Inter Turku           |
| FC Lahti          | 4:0      | FC Jazz Pori Junioren |
| Haka Valkeakoski  | 1:3      | Tampere United        |

## Halbfinale
|                | Ergebnis              |                |
| -------------- | --------------------- | -------------- |
| Tampere United | 1:1 n. V. (4:3 i. E.) | FC Honka Espoo |
| FC Lahti       | 3:4                   | Inter Turku    |

## Finale
| Paarung        | Tampere United – Inter Turku |
| Ergebnis       | 1:2 (1:1) |
| Datum          | 31. Oktober 2009 um 15:30 Uhr (14:30 Uhr MEZ) |
| Stadion        | Finnair Stadion, Helsinki |
| Zuschauer      | 2.065 |
| Schiedsrichter | Ville Järvenpää |
| Tore           | 1:0 Jonne Hjelm (10.) 1:1 Kennedy Nwanganga (45.) 1:2 Timo Furuholm (77.) |
| Tampere United | Mikko Kavén – Johannes Mononen, Rafinha, Ilari Ruuth, Antti Ojanperä – Vili Savolainen, Jari Niemi, Sakari Saarinen – Henri Scheweleff (64. Tomi Petrescu), Jonne Hjelm (54. Antti Pohja), Aleksei Kangaskolkka Cheftrainer: Ari Hjelm |
| Inter Turku    | David Monsalve – Sami Sanevuori, Henri Lehtonen, Joni Aho – Ari Nyman, Alberto Ramírez, Joni Kauko, Kennedy Nwanganga (79. Ats Purje), Arístides Pertot (76. Severi Paajanen) – Mika Ojala, Timo Furuholm Cheftrainer: Job Dragtsma    |
| Gelbe Karten   | Aleksei Kangaskolkka, Vili Savolainen, Jari Niemi – Joni Kauko |